# (98) Yante
(98) Yante es un asteroide que forma parte del cinturón de asteroides y fue descubierto el 18 de abril de 1868 por Christian Heinrich Friedrich Peters desde el observatorio Litchfield de Clinton, Estados Unidos.
Se nombró por Yante, un personaje de la mitología griega.

## Características orbitales
Yante orbita a una distancia media de 2,689 ua del Sol, pudiendo alejarse hasta 3,188 ua. Su excentricidad es 0,1859 y la inclinación orbital 15,58°. Emplea 1610 días en completar una órbita alrededor del Sol.